# 國立陽明交通大學鐵道研究會
國立陽明交通大學鐵道研究會（ Rail Institute,NYCU，簡稱交鐵會、交大鐵研，是國立陽明交通大學校內的學生社團，成立於1988年，是台灣現存歷史最久的鐵道相關學生社團，並與中華民國鐵道文化協會、《鐵道情報》雜誌的成立有密切關連。除學期中固定常態活動外，交鐵會亦在暑期舉辦以高中生為導向的鐵道文化營，並曾為台灣高鐵營隊之協辦單位。

## 歷史

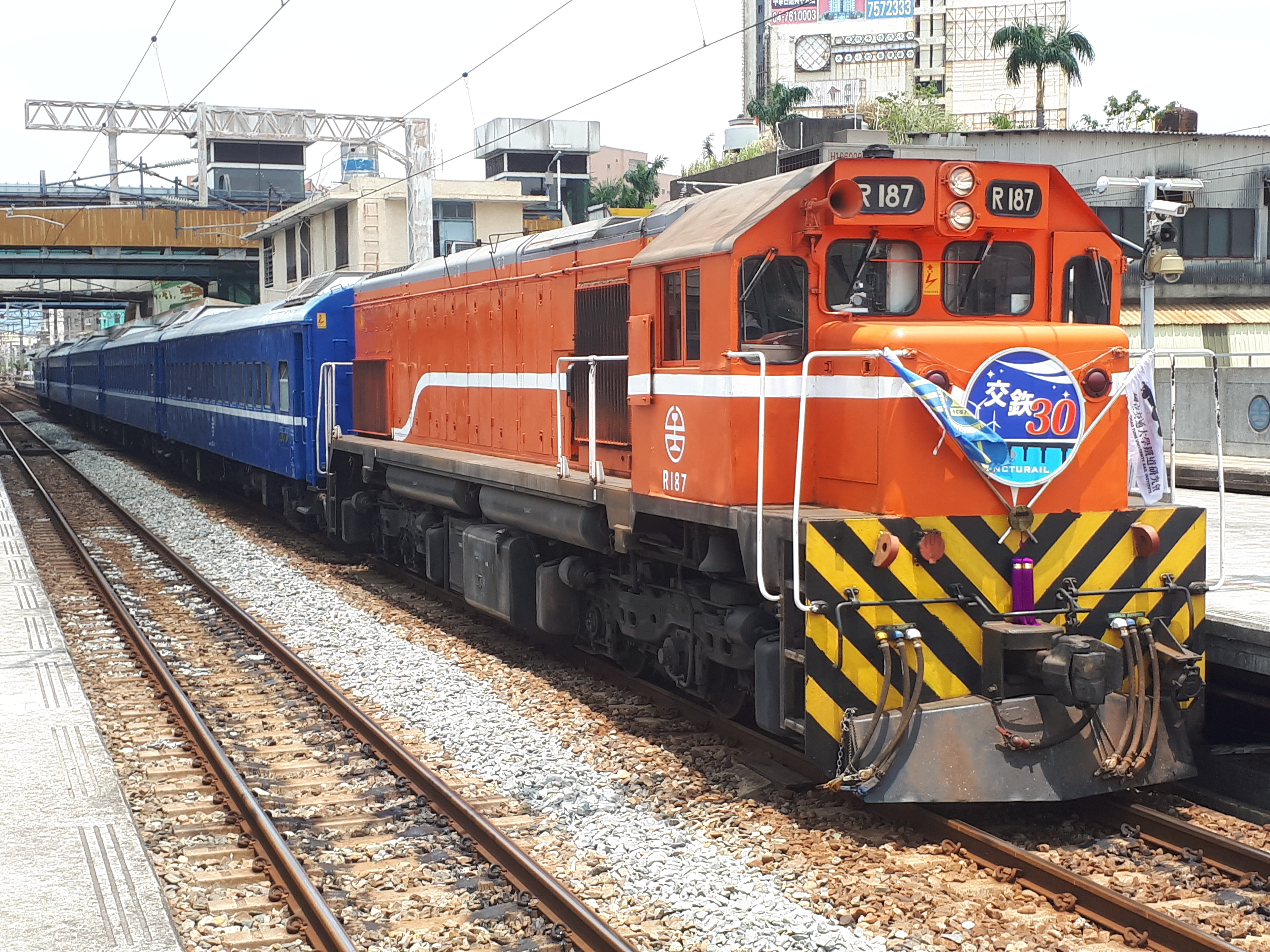
2018年8月4日交鐵會30週年活動專車

國立交通大學鐵道研究會成立於1988年6月9日（鐵路節），創會當時該社團只有任恆毅、謝明勳、蘇子嘉三位核心會員。社團成立後於1989年3月創辦了當時屬於會內刊物的《鐵道情報》。交鐵會是國立交通大學的學生社團，也招收校外人士成為會員進行鐵道相關交流，1995年10月時以交鐵會校外成員為基礎成立了中華民國鐵道文化協會，並且將《鐵道情報》的發行交由協會辦理。
交鐵會在成立之初就於1991年1月與台灣糖業公司舉辦「糖鐵勝利號汽油車之旅」、同年2月底與臺灣鐵路管理局、台大火車社合作舉辦「再見！東港線」支線停駛紀念活動。2001年起交鐵會舉辦以高中職生為對象的暑假營隊「交通大學鐵道文化營」，近年更協助台灣高鐵舉辦「台灣高鐵營隊」。
交鐵會曾經架設「內灣新小月台」BBS站，是台灣鐵道迷在網際網路尚未發達時的交流平台。2021年2月隨學校整併而更名為國立陽明交通大學鐵道研究會。

## 鐵道營隊
自2001年開始，本會在每年暑假主辦以高中職學生為對象的鐵道營隊，內容多元，帶領學生由各種趣味活動、課程、參訪等行程認識台灣鐵道。除此之外，也是許多高中鐵道同好相繼參加、交流的管道。

曾受台灣高鐵公司委託協辦多屆高鐵營隊，帶領學生認識台灣高鐵的歷史與內部營運。

## 外部連結
- 國立交通大學鐵道研究會官方部落格 （页面存档备份，存于）
- 國立陽明交通大學鐵道研究會的Facebook專頁
- 交通大學鐵道文化營的Facebook專頁